# Птолемеј V Епифан
Птолемеј V Епифан (грч: Πτολεμαῖος Ἐπιφανής) био је краљ хеленистичког Египта из династије Птолемејида. Владао је од 204. до 181. п. н. е.
Био је син Птолемеја IV Филопатора и Арсиноје III. Отац му је умро 204. п. н. е. када је Птолемеј Епифан имао свега пет година. Двојица водећих дворана Птолемеја Филопатора, Агатокле и Сосибије, плашећи се да ће регентсво преузети краљица Арсиноја организовали су њено убиство и пре него што је сазнала за мужевљеву смрт. На крају, Тлеполем, војсковођа задужен за тврђаву Пелузиј, подигао је побуну 202. п. н. е. Тлеполем је успео да се наметне за регента Птолемеју Епифану који је затим потписао смртну пресуду убицама краљице Арсиноје. Агатокле и његови сарадници су осуђени на смрт и препуштени разбеснелој александријској светини.
Малолетство египатског владара покушали су да искористе селеукидски краљ Антиох III Велики и македонски краљ Филип V који су склопили савез како би поделили птолемејидске поседе. Филип V је заузео поједина места и острава у Карији и Тракији, док је Антиох III Велики однео победу код Панија 198. п. н. е. Након тога Антиох је добио Коеле-Сирију чиме је разрешен дуготрајни сукоб око ове области између Птолемејида и Селеукида. Сукоб је завршен тиме што је Антиох оженио своју ћерку Клеопатру I за младог Птолемеја Епифана. Међутим, када је Антиох Велики заратио са моћном Римском републиком, Птолемеј Епифан није помогао тасту, већ се удружио са Римљанима.
Птолемеј Епифан је више успеха имао у борби са владарем Горњег Египта, фараоном Анкмахидом. Анкмахид је заузео Ликопољ 197. године пре н. е, али су ратници Горњег Египта брзо протерани одатле. Најзад, 185. год. Анкмахид је заробљен, а Горњи Египат је пружао отпор све до 184/183. године п. н. е. Побуњеници су се тада предали под часним условима, али је Птолемеј Епифан изиграо њихово поверење и наредио погубљење коловођа побуне. Чувени двојезични натпис на Камену из Розете слави победу над Горњим Египтом и захваљује египатском свештенству на подршци Птолемејидима током трајања кризе.
Птолемеја Епифана наследио је његов син Птолемеј VI Филометор за време чијег малолетства је владала његова мајка Клеопатра I.

## Породично стабло
|  |                          |  |  |  |  |  |  |  |  |  |  |  |  |  |  |  |
|  | 2. Птолемеј IV Филопатор |  |  |  |  |  |  |  |  |  |  |  |  |  |  |  |
|  |                          |  |  |  |  |  |  |  |  |  |  |  |  |  |  |  |
|  |                          |  |  |  |  |  |  |  |  |  |  |  |  |  |  |  |
|  | 1. Птолемеј V Епифан     |  |  |  |  |  |  |  |  |  |  |  |  |  |  |  |
|  |                          |  |  |  |  |  |  |  |  |  |  |  |  |  |  |  |
|  |                          |  |  |  |  |  |  |  |  |  |  |  |  |  |  |  |
|  | 3. Арсиноја III          |  |  |  |  |  |  |  |  |  |  |  |  |  |  |  |
|  |                          |  |  |  |  |  |  |  |  |  |  |  |  |  |  |  |
|  |                          |  |  |  |  |  |  |  |  |  |  |  |  |  |  |  |